# Аделхайд от Суза
Вижте пояснителната страница за други личности с името Аделхайд.
Аделхайд (Аделаида) от Суза или от Торино (на италиански: Adelaide di Susa, Adelaide di Torino; * 1010/1016 или 1020 1016, Торино, Маркграфство Торино; † 19 или 25 декември 1091, Канискио), от рода Ардуини, е маркграфиня на Торино/Суза (1034 – 1091) и чрез бракове херцогиня на Швабия (1037 – 1038), маркграфиня на Монферат (1042 – 1045) и графиня на Савоя (1046 – 1057), както и графиня-регент на Савоя (1051 – 1091).
Измества столицата си от Торино в Суза. Тя е последната от рода Ардуини, притежаваща Маркграфство Торино. Бракът ѝ с Ото Савойски позволява на Савойците – отвъдалпийски род, да се появят в Пиемонт и след това да заемат отчасти мястото на Ардуините там.

## Произход
Аделхайд е дъщеря на Оделрик Манфред II (* 992, † 1034), маркграф на Торино, и на съпругата му Берта Миланска (* 997, † 1037/1040). Нейни дядо и баба по бащина линия са маркграфът на Торино и Суза Оделрик Манфред I и Прангарда от Каноса, а по майчина – Оберто II, пфалцграф и маркграф на Милано, Тортона и Генуа, и Райленда. Аделхайд и Матилда от Каноса са втори братовчедки по майчина линия. Според Аналиста Саксо Аделхайд има един брат и две по-малки сестри:
- Нардон († пр. 1034/1035), граф на Момбардоне
- Берта (* 1020/1024, † ок. 1064/1065), маркграфиня на Западна Лигурия като съпруга на Тевтон (Ото) Савонски, прародител на Дом Васто
- Имула (или Ерменегарда), херцогиня на Швабия като съпруга на Ото III[7] и маркграфиня на Майсен като съпруга на Екберт I.[8]

Има и трима природени братя от първия брак на майка си, сред които Ардуин II († 1015), маркграф на Ивреа (999 – 1015)

## Биография

### Ранни години (наследство)
Баща ѝ Оделрик Манфред II умира на 29 октомври 1034 г. Той е разделил притежанията си между дъщерите си, повечето от които отиват у Аделхайд, но Южен Пиемонт (Салуцо, Бовес, Чева и др.) отива у Бонифаций дел Васто – син на сестра ѝ Берта.

### Бракове
Аделхайд се омъжва три пъти.
През януари 1037 г. император Конрад II я омъжва за своя доведен син Херман IV, херцог на Швабия от рода Бабенберги, втори син на Гизела Швабска и Ернст I, херцог на Швабия и доведен син на император Конрад II, трети съпруг на Гизела. Аделхайд и Херман IV правят дарение на 4 юли 1038 г. Херман умира от чума на 28 юли 1038 г., воювайки в района на Неапол, без да ѝ даде потомство.
Около 1040 г. Алелайда губи майка си.
Омъжва се повторно за маркграфа на Монферат Хайнрих Монфератски, син на маркграфа на Монферат Вилхелм III, и на съпругата му Ваза. Не е известно дали императорът на Свещената Римска империя го е признал за неин съпруг. Аделхайд и Хайнрих правят няколко дарения след сватбата си: през 1042 г. за църквата в Торино, през 1043 г. за манастира „Сант Антонино“, през 1043 г. за Абатство „Санта Мария“ в Кавур, през 1043 г. за манастира „Сант Антонино“ и през 1044 г. за църквата на Пинероло. Двамата нямат деца.
След като овдовява за втори път (Хайнрих умира между 1044 и 1045 г.), Аделхайд през 1046 г. се омъжва за бъдещия граф на Мориен (Савоя) и граф на Аоста Ото I, четвърти син на графа на Мориен и на Шабле Хумберт I Белоръки и Аксиленда или Аксилия. Бракът се потвърждава от Аналиста Саксо, когато говори за дъщеря им Берта. Нейната зестра носи на Ото I обширни територии в Пиемонт и достъп до Средиземно море. Двамата имат пет деца, сред които Петър I и Амадей II, графове на Савоя.
След смъртта на свекъра ѝ Хумберт I Белоръки между 1047 и 1048 г. най-големият му син Амадей го наследява във всичките му титли. След смъртта на Амадей след 12 декември 1051 г., тъй като най-големият му син Хумберт умира преди него, а второродният му син Аймон е духовник (може би той също умира преди баща си), титлите му преминават към съпруга на Аделхайд Ото.
Аделхайд и Ото I заедно със синовете им Петър, Амадей и техните дъщери правят дарение за църквата в Улкс. Ото I умира млад, вероятно през 1057 г., на 19 януари в Торино или на 21 май 1060 г. Той оставя потомството си в детска възраст, което е поверено на регентството на съпругата му, която е малко над 40 г. Аделхайд освен съпруга си надживява и децата си.

### Регентка на Савоя
След смъртта на третия си съпруг на Аделхайд на 21 май 1060 г. новият владетел на Савойското графство става най-големият им син Петър I. През 1064 г. тя издейства от императора на Свещената Римска империя признаване на правото му върху Маркграфство Торино. Аделхайд управлява и в двете владения като регентка на сина си, запазвайки влиянието си дори след като той навършва пълнолетие. Внучка на Ардуин Глабер, Аделхайд е пряка свидетелка на войни и кланета и също носи оръжия и брони. Тя ефикасно поддържа властта, бидейки регентка първо на децата си Петър и Амадей, а след това на племенника си Хумберт II до смъртта си през 1091 г., 31 години след тази на съпруга си. Богата и могъща, тя притежава голяма способност за управление. Съвременниците признават нейното управление като мъдро.
Вдовстващата графиня поддържа отношения както с императорския двор, така и с папите. През 1064 г. управлява заедно със сина си Петър. Около 1066 г. нейният среден син Амадей, бъдещият граф на Савоя под името Амадей II, прави поклонение в Рим, където се заклева в базиликата Свети Петър да бъде защитник на Светия престол. В борбата за папския престол между Александър II и неговия противник Хонорий II Аделхайд застава на страната на папата. През 1070 г. тя превзема и опожарява град Асти, чиито жители се бунтуват срещу нейното управление.
Между 1079 и 1083 г. Аделхайд прави три дарения за манастири, плюс четвърто. Основава клоатъри и манастири, като този на Санта Мария Асунта в Абадия Алпина (Пинероло), облагодетелстван през 1064 г. Графинята признава автономията на манастирите, но се отнася резервирано към реформите на папа Григорий VII. В своите владения тя безмилостно преследва патарените. По този въпрос тя намира съмишленик в лицето на св. Петър Дамиани, когото среща през 1063 г., когато на път за френското кралство той спира в нейния замък. Тя е голяма привърженичка на гибелините.
Уважавана е от своите поданици и от нея се страхуват противниците, като държи властта със забележително умение. Така тя става идол на хората, които я наричат Маркизата на Котските Алпи. За своята държавна мъдрост е сравнена с Девора – съдийка и военна водачка на народа на Израел, а ученият Петър Дамиани ѝ пише: „Ти, без помощта на крал, поддържаш тежестта на кралството, и онези, които желаят да добавят тежестта на правна присъда към решенията си, прибягват до теб. Нека Всемогъщият Бог да благослови теб и твоите деца с царски характер“. Единствената загуба, в хода на нейното разумно управление, е тази на Горна Вал ди Суза, която е взета от графа на Албон Гиг IV, вероятно неин зет.
Брачните проекти на Аделхайд също изглеждат успешни в началото. През 1064 г. най-големият ѝ син Петър I, граф на Савоя и маркграф на Торино, се жени за Агнес Аквитанска, дъщеря на УВилйелм VII Храбри, херцог на Аквитания и граф на Поату, който има семейни връзки с императорите от Салиаческата династия. През 1066 г. в Требур най-голямата ѝ дъщеря Берта е омъжена за император Хайнрих IV и след това е коронясана от съпруга си във Вюрцбург. Тогава най-малката дъщеря, също Аделхайд, се омъжва за Рудолф, херцог на Швабия. И двата брака на дъщерите на вдовстващата графиня обаче са нещастни. През 1069 г. Рудолф отказва брака с Аделхайд, но не може да го прекрати, а император Хайнрих IV в катедралата във Вормс моли бракът му с Берта да бъде разтрогнат. Свети Петър Дамиани и някои германски принцове взимат страната на Берта, като молят императора да не разваля отношенията с вдовстващата графиня на Савоя.

#### Роля на посредник
Най-голямата дъщеря на Аделхайд – Берта се омъжва за император Хайнрих IV. Той обаче се опитва да я прогони, като свиква събор в Майнц, на който надделява опозицията на папския делегат Петър Дамиани. Малко след това, през 1077 г., императорът идва в Италия, водейки Берта със себе си, за да получи премахване на отлъчването от папа Григорий VII. Той трябва да премине през владенията на Аделхайд, също и защото другите алпийски проходи са блокирани от враговете му, и успява да получи подкрепата ѝ. В биографията на Дж. Джованини се съобщава: „Аделхайд, прегръщайки отново дъщеря си Берта и виждайки я толкова отслабнала и с видими следи от страдание, се закле във вечна омраза към своя позорен зет. Тя дори не искаше да го признае за член на семейството си, не искаше да го приветства или да му помогне. Но в крайна сметка тя го призна, приветства го и му помогна чрез застъпничеството на най-милата Берта“. Чрез посредничеството на дъщеря си Аделхайд решава да придружи Хайнрих IV до папата в Каноса и с нея също брата на Берта, Амадей II Савойски. „Императорът дължеше на тази енергична жена, на нейната твърдост и престиж повече, отколкото на самата графиня Матилда Тосканска, споразуменията, които тя успя да изтръгне от папа Григорий VII“. Папската прошка, получена с цената на огромно унижение, поражда добре известния израз „Да отидеш в Каноса“ (на итал. andare a Canossa, на немски: nach Canossa gehen, на английски: go to Canossa, на френски: aller à Canossa), който означава „да се унижиш, да се преклониш пред враг, да се оттеглиш, да признаеш, че си сгрешил, да извършиш акт на подчинение“. Аделхайд, макар и да се подчинява и да почита папата, не се противопоставя на императора, защото знае как да се движи между двете различни власти – едната духовна, другата светска. Тя успява да разграничи много добре реформаторите, които искат да утвърдят папската власт чрез реорганизиране на Църквата в централистичен смисъл, и контрареформаторите, които защитават автономията на абатствата и епископствата, за да ги държат подчинени на властта на императора и големите феодали. За посредничеството си между папството и империята императорът ѝ дава земите на Бюже и заедно със съпруга си Берта се завръща в Германия. Унижението от Каноса е първият голям международен политически акт, в който Савойският дом участва.
След второто отлъчване от Църквата на Хайнрих IV и свалянето му от власт, което така и не е отменено, Аделхайд също трябва да посредничи в спора между него и Рудолф, херцог на Швабия, и двамата нейни зетьове (Рудолф е съпруг на дъщеря ѝ Аделхайд), и двамата претенденти за трона.

### Последни години и смърт
По-късните години от живота на вдовстващата графиня са помрачени от смъртта на нейните деца. През 1078 г. умира най-големият ѝ син Петър I, оставяйки след себе си вдовица с три дъщери. Най-малката ѝ дъщеря Аделхайд умира на следващата година. Средният ѝ син Амадей II умира през 1080 г. и е наследен от малолетния внук на Аделхайд Хумберт II. При него, както и при баща му, тя е фактическият владетел на всички владения на Ардуините. По-късно вдовстващата графиня моли императора да прехвърли Маркграфство Торино у Фридрих от Монбелиар, граф на Хегенау, съпруг за нейната внучка Агнес Савойска, дъщеря на граф Петър I, но той умира през юни 1091 г.
Между 1089 и 1090 г. Аделхайд подписва три документа на Regesta comitum Sabaudiae. През 1091 г. – годината на смъртта ѝ, град Асти е част от нейните владения. И император Хайнрих IV признава на Аделхайд притежанието на Асти.
Умира през 1091 г., на 19 или 25 декември на около 71-годишна възраст и е погребана в църквата на малкото село Канискио в Пиемонт, където прекарва последните си години. Макар и доста възрастна, тя запазва ума си бистър. Според друга версия тя е препогребана в Катедралата в Торино. Днес гробът ѝ се смята за изгубен.

## Аделхайд в културата
В някои средновековни хроники Аделхайд се споменава като блажена с почит на 19 декември. Почитането ѝ обаче не получава официално признание в Римокатолическата църква.
Не са намерени приживе нейни изображения. Запазена е измислено нейно изображение от четката на неизвестен пиемонтски художник от XVIII век. Има посмъртни литографии и скулптури, които не са свързани с действителния ѝ вид.
През XVII век във Венеция композиторът Джулио Росони композира музикалната драма „Аделхайд, кралската принцеса на Суза“ по либрето на поета Джовани Батиста Родотео.

## Брак и потомство
Омъжва се три пъти:
1. ∞ 1035 за Херман IV Швабски (* ок. 1015, † 28 юли 1038, Тренто), от 1030 г. херцог на Швабия, втори син на херцог Ернст I и на Гизела Швабска, от когото вероятно има двама сина и една дъщеря:
- Гебхард I фон Зулцбах (* ок. 1058; † ок. 1080 или 1085), граф на Зулцбах, ∞ за Аделхайд (?) от Нордгау, дъщеря на Беренгер, граф на Нордгау, от която има трима сина и три дъщери.[57][58]
- Рихвара фон Цулфрихгау († 1073), ∞ ок. 1032 за Бертхолд I фон Церинген († 5 ноември 1078), херцог на Каринтия, маркграф на Верона, от когото има трима сина и две дъщери.[57][58][59]
- Херман I фон Кастъл († 27 януари 1056), граф на Кастъл, ∞ за Хазига (Хидагунда) фон Дисен (* ок 1040, † 1104), от която има двама сина и една дъщеря.

Раждането на деца от този брак, потвърдено от късен австрийски източник, е опровергано от много историци, също и защото по време на много краткия им брак съпругът почти винаги участва във военни кампании. Въпросът се усложнява от липсата на определена дата както за раждането на Аделхайд, така и за първия ѝ брак. Според по-късен австрийски източник най-новото изследване е имало навика да добавя дъщеря Рихвара – съпруга на Бертолд I фон Церинген. Херцогът традиционно се е считал за бездетен. Тезата на Франц Тиролер, че графовете на Кастъл и Зулцбах също са потомци на херцога, обикновено се отхвърля. Нито имотно-историческата аргументация на тезата на Рихвара е убедителна, нито решението на въпроса за близостта и възрастовите взаимоотношения. Лексиконът на Средновековието поставя брака на Херман I през 1036 г. и раждането на най-големия син на Рихвара около 1040 г. върху родословното дърво на Церинген. Към този момент Рихвара не би имала повече от четири години. През 2006 г. Едуард Хлатвишка отхвърля това родословие на Рихвара.
2. ∞ януари 1042 за Хайнрих Монфератски, маркграф на Монферат († ок. 14 март 1044/1045), от когото няма деца.
3. ∞ ок. 1046 за Ото I Савойски (* 1010/1020, † 19 януари 1057 или 1 март 1060), 3-ти граф на Савоя, граф на Аоста, на Мориен и на Шабле (1051 – 1060), от когото има трима сина и две дъщери:
- Петър Савойски[22] (* ок. 1047/1049, † 9 август 1078, убит), негов наследник като 4-ти граф на Савоя, граф на Аоста, на Мориен и на Шабле, също маркграф на Суза до 1046 г. под регентството на майка си; ∞ 1064 за Агнес Поатиенска (Аквитанска) (* ок. 1052, † сл. 18 юни 1089), (вероятна) дъщеря на Вилхелм VII от Аквитания, вдовица на крал Рамиро I Арагонски, от която има една, две или три дъщери.
- Амадей Савойски[22] (* ок. 1048/1050, † 26 януари 1080), 1078 наследник на брат си Петър като 5-и граф на Савоя, граф на Аоста и на Мориен, маркграф на Суза с името Амадей II Савойски; ∞ за Йоана Женевска († ок. 1095), вероятна дъщеря на графа на Женева Херолд I и Берта, от която има двама сина и три дъщери
- Берта Савойска (* 21 септември 1051, † 27 декември 1087 в Майнц), чрез брак кралица на Германия (1066 – 1087) и императрица на Свещената Римска империя (1084 – 1087); ∞ 13 юли 1066 за Хайнрих IV[66] (* 1017, † 1056), крал и след това император на Свещената Римска империя, от когото има трима сина и две дъщери.
- Аделхайд Савойска (* ок. 1052/1053, † нач. на 1079), чрез брак херцогиня на Швабия; ∞ 1. вероятно за Гиг IV, граф на Албон, развод 2. 1066 за Рудолф Швабски,[67] херцог на Швабия, който през 1077 г. е избран за Крал на римляните от някои германски принцове в опозиция на Хайнрих IV. Двамата имат трима сина и три дъщери.
- Ото Савойски († ок. юни 1095/1099), споменат от Самюел Гишенон,[68] погрешно считан за епископ на Асти (1073/1079).[69]

### Първични източници
- (LA) Monumenta Germaniae Historica, Scriptores (in Folio) (SS), tomus V, tomus VI, tomus XIII, tomus XX
- (LA) Monumenta Germaniae Historica, Diplomata Heinrichs IV (1077 – 1106)
- (LA) Le carte della prevostura d'Oulx raccolte e riordinate cronologicamente fino al 1300
- (LA) Cartulaire de l'abbaye de Saint-André-Le-Bas-de-Vienne1
- (IT, LA) Il conte Umberto I (Biancamano) e il re Ardoino: ricerche e documenti
- (LA) Petit cartulaire de l'abbaye de Saint-Sulpice en Bugey
- (LA) Regesta comitum Sabaudiae
- (LA) Antiquitates Italicæ medii ævi
- (FR) Diplomatique de Bourgogne / par Pierre de Rivaz
- (LA) L. Wurtemberger, Peter der Zweite, Graf von Savoyen, Markgraf in Italien

#### Историографска литература
- ((fr)) Histoire de Savoie, d'après les documents originaux,... par Victor... Flour de Saint-Genis. Tome 1
- ((fr)) Histoire généalogique de la royale maison de Savoie, justifiée par titres, ..par Guichenon, Samuel
- ((en)) Charles William Previté-Orton, The early history of the House of Savoy (1000 – 1233), Univ. Press, Cambridge, 1912
- ((it)) La contessa Adelaide e la società del secolo XI, Atti del Convegno di Susa, 14 – 16 novembre 1991, Segusium, 29 (1992), n. 32.
- ((de)) Marie José, Das Haus Sayoven, Stiftung Pro Castellione, 1994
- ((en)) Charles William Previté-Orton, The early history of the House of Savoy, (1000 – 1233), Univ. Press, Cambridge, 1912
- ((it)) Francesco Cognasso, ADELAIDE, в Dizionario biografico degli italiani, vol. 1, Istituto dell'Enciclopedia Italiana, 1960

### Други
- (EN) Women's Biography: Adelaide of Turin and Susa Архив на оригинала от 2016-12-20 в Wayback Machine., писма от и за Аделхайд или Аделаида
- (IT) Beata Adelaide di Susa Marchesa, на Santi e beati.it
- (EN) MARCHESI di SUSA - ADELAIDA di Susa, на fmg.ac, Foundation for Medieval Genealogy
- (EN) DUKES of SWABIA 1012 – 1038 (DUKES of AUSTRIA, BABENBERGER) - ADELAIDA Marchesa di Susa (HERMANN), на fmg.ac, Foundation for Medieval Genealogy
- (EN) MARCHESI di MONFERRATO - ADELAIDA Marchesa di Susa (ENRICO), на fmg.ac, Foundation for Medieval Genealogy
- (EN) COMTES de SAVOIE et de MAURIENNE 1060 – 1417 – ADELAIDA di Susa (ODDON de MAURIENNE), на fmg.ac, Foundation for Medieval Genealogy
- (EN) The Babenbergs - Adelaide Marchesa di Torino e Susa (Hermann IV), на genealogy.euweb.cz, Genealogy
- (EN) Aleramici (di Montferrato) family - Adelaide I Marchesa di Torino e Susa (Enrico I), на genealogy.euweb.cz, Genealogy
- (EN) The House of Savoy - Adelaide Marchesa di Torino e Susa (Oddone), на genealogy.euweb.cz, Genealogy

## Обяснителни бележки
1. ↑  Девора (XII век пр.н.е.) е пророчица на Израел, единствената жена, която е била част от библейските съдии. Помага на Барак да освободи юдеите от господството на Ябин, цар на катанейците, и след победата произнася песен, която е една от най-хубавите поеми от Библията (Съдии, V)
2. ↑  На 22 април 1073 г. архидякон Хилдебранд е избран за папа с всеобщо признание и приема името Григорий VII. Той не информира император Хайнрих IV и не търси неговото одобрение, тъй като по това време той е с лоша репутация пред Светия престол и продължава да поддържа връзки със съветници, отлъчени от папа Александър II. Неговата възвишена мистична концепция за папството взима предвид не само личната святост на папата, произтичаща пряко от Свети Петър, но също и неговото върховенство над всички власти, светски и духовни, и правото му да ги сваля. Той възстановява указите на своите предшественици срещу брака на духовниците и симонията. Това предизвиква голямо недоволство, особено във Франция и Германия, но успява да успокои по-голямата част от опозицията. Той също така обявява забраната за мирски инвеститури, тоест за намесата на миряни в църковните назначения. Тази забрана предизвиква още по-голямо вълнение и сериозен конфликт с Хайнрих IV, тъй като има за цел преди всичко премахването на кралската намеса в назначаването на епископите. Хайнрих IV продължава да назначава кандидати, които харесва, не само за Милано и германските длуъжности, но и за Фермо и Сполето. Сурово порицан от Григорий VII, той свиква синод на германските епископи във Вормс (24 януари 1076 г.), който сваля папата и лично го кани да абдикира. Ломбардските епископи също се събират в Пиаченца и се придържат към решенията на германския епископат. Григорий VII реагира незабавно: той отлъчва императора, отстранява го от упражняването на кралска власт и освобождава поданиците му от връзката на лоялност към него. Тъй като това би облагодетелствало противниците на императора, Хайнрих IV, в такава опасна ситуация, смята за разумно да се подчини на папата. През януари 1077 г. той се представя в покаятелни дрехи пред него, по това време живеещ в Каноса, и го моли за прошка. Пощадата на папата трябва да се окаже политическа грешка. В продължение на три години той напразно се опитва да действа като миротворец между Хайнрих IV и неговия съперник Рудолф Швабски, който също е избран за крал, за разлика от законния, през 1077 г. Накрая, през 1080 г., убеден, че кралят е абсолютно непоправим, той го отлъчва, сваля го за втори път и признава Рудолф за законен крал. В отговор на тази присъда Хайнрих IV свиква синод на имперските епископи в Бресаноне (25 юни 1080 г.), който обявява Григорий за свален и избира Гиберт от Равена да го замести под името Климент III (антипапа). Все пак политически компромис все още е възможен, тъй като Хайнрих желае да бъде коронясан за император. Но папа Грегорий не е човек на компромисите. Неговото негъвкаво отношение отблъсква много от поддръжниците му, включително тринадесет кардинали, далеч от него. През март 1084 г. императорът окупира Рим, но норманът Робер Гискар успява да освободи Грегорий. Поради ексцесиите, извършени от войските на Робер, хората се надигат и насочват гнева си срещу папата. Последният трябва да напусне града набързо, като се мести първо в Монтекасино, а след това в Салерно. Там той умира, свидетелствайки, че е обичал справедливостта и е мразел беззаконието. Погребан е в този град. Беатифициран през 1585 г., той е канонизиран от Павел V през 1606 г.

## Библиографски бележки
1. ↑  Fascio V. Adelaide di Suza //  www.storiamedievale.net.   Storia medievale. Посетен на 2019-12-03. (на италиански)
2. ↑  Cawley Ch. Marchesi di Suza //  www.fmg.ac.   Посетен на 2019-12-10. (на английски)
3. ↑  Cognasso F. Adelaide //  www.treccani.it.   Dizionario Biografico degli Italiani — Volume I (1960). Посетен на 2019-12-03. (на италиански)
4. ↑  Adelàide contessa di Savoia //  www.treccani.it.   Enciclopedia on line. Посетен на 2019-12-03. (на италиански)
5. 1 2 3  Samuel Guichenon, Histoire généalogique de la royale maison de Savoie, с. 200
6. ↑  Antiquitates Italicæ medii ævi, с. 579
7. ↑  Monumenta Germaniae Historica, Scriptores (in Folio) (SS), tomus VI, Annalista Saxo, anno 1036, p. 679 архивно копие //    Архивиран от оригинала на 2017-11-07. Посетен на 2021-12-28.
8. 1 2  Monumenta Germaniae Historica, Scriptores (in Folio) (SS), tomus VI, Annalista Saxo, anno 1067, с. 695
9. ↑  The early history of the House of savoy, (1000 – 1233).   Cambridge, Univ. Press, 1912. с. 187, 212,.
10. ↑  Adelaida di Susa, fmg.ac
11. ↑  The Babenbergs, genealogy.euweb.cz
12. ↑  Chronicon Ottonis Frisingensis
13. ↑  Monumenta Germaniae Historica, Scriptores (in Folio) (SS), tomus XX, Chronicon Ottonis Frisingensis, cap. VI, par. 28, pag 241
14. ↑  Monumenta Germaniae Historica, Scriptores (in Folio) (SS), tomus V, Herimanni Augiensis Chronicon, anno 1036, pag 122
15. 1 2  Regesta comitum Sabaudiae, doc. CXVII, pag 41
16. ↑  Monumenta Germaniae Historica, Scriptores (in Folio) (SS), tomus XIII, Annales Necrologici Fuldense, anno 1035 – 1040, pag 212
17. ↑  Cawley Ch. Marchesi di Suza //  www.fmg.ac.   Посетен на 2019-12-10. (на английски)
18. ↑  Cognasso F. Adelaide //  www.treccani.it.   Dizionario Biografico degli Italiani — Volume I (1960). Посетен на 2019-12-03. (на италиански)
19. ↑  Hellmann S. Die Grafen von Savoyen und das Reich: bis zum Ende der staufischen Periode. — P. 13, 18—27.
20. 1 2 3  Il conte Umberto I (Biancamano) e il re Ardoino: ricerche e documenti, pag 142
21. ↑  Le carte della prevostura d'Oulx raccolte e riordinate cronologicamente fino al 1300, doc. 1, pag 1
22. 1 2 3 4  Le carte della prevostura d'Oulx raccolte e riordinate cronologicamente fino al 1300, doc. VII, pagg 7 – 10
23. ↑  Diplomatique de Bourgogne, doc. LXXIX, pagg 37 e 38
24. ↑  (англ.) #ES Foundation for Medieval Genealogy: MARCHESI di SUSA – ADELAIDA di Susa
25. ↑  (англ.) #ES Foundation for Medieval Genealogy: MARCHESI di MONFERRATO – ENRICO
26. ↑  The early history of the House of savoy, (1000 – 1233).   Cambridge, Univ. Press, 1912. с. 187, 212,.
27. ↑  Il conte Umberto I (Biancamano) e il re Ardoino: ricerche e documenti, doc. XXVII, pagg 196 e 197
28. ↑  Histoire généalogique de la royale maison de Savoie, pag 194
29. ↑  (англ.) #ES Foundation for Medieval Genealogy: COMTES de MAURIENNE – AMEDEE
30. ↑  (англ.) #ES Genealogy: The House of Savoy – Amadeo I „Coda“
31. ↑  Histoire généalogique de la royale maison de Savoie, pag 196
32. ↑  Regesta comitum Sabaudiae, doc. CLV, pag 54
33. ↑  Charles Previtè-Orton The early history of the house of Savoy (1000 – 1233), pag 124
34. ↑  Peter der Zweite, Graf von Savoyen, Markgraf in Italien, doc. 16, pag 5
35. ↑  Previté-Orton C. W. The Early History of the House of Savoy (1000-1233). — P. 228f.
36. ↑  Peter der Zweite, Graf von Savoyen, Markgraf in Italien, doc. 18, 19 e 20, pag 5 e 6
37. ↑  Codice Diplomatico del monastero di San Colombano (a cura di Cipolla e Buzzi), Roma 1918, I, с. 418, doc. CXXXI.
38. ↑  Borelli An. Beata Adelaide di Suza //  www.santiebeati.it.   Enciclopedia dei santi e beati. Посетен на 2019-12-03. (на италиански)
39. ↑  Cognasso F. Adelaide //  www.treccani.it.   Dizionario Biografico degli Italiani — Volume I (1960). Посетен на 2019-12-03. (на италиански)
40. ↑  Hellmann S. Die Grafen von Savoyen und das Reich: bis zum Ende der staufischen Periode. — P. 13, 18—27.
41. 1 2 3 4  Gemma Giovannini, Le donne di casa Savoia dalle origini della famiglia fino ai giorni nostri (TXT), Tipografia Editrice L. F. Cogliati, 1903, с. 5-12.
42. ↑  Festa commemorativa delle illustri donne italiane celebratasi dalla Società della biblioteca educativa circolante il 3 maggio 1874 in Piacenza.   Piacenza, Tip. di A. Del Majno, 1874.
43. ↑  http://www.santiebeati.it/dettaglio/92629
44. ↑  Cognasso F. Adelaide //  www.treccani.it.   Dizionario Biografico degli Italiani — Volume I (1960). Посетен на 2019-12-03. (на италиански)
45. ↑  Hellmann S. Die Grafen von Savoyen und das Reich: bis zum Ende der staufischen Periode. — P. 13, 18—27.
46. ↑  Regesta comitum Sabaudiae, doc. CCXV, CCXVI e CCXVII, pagg 76 e 77
47. ↑  Regesta comitum Sabaudiae, doc. CCXVIII, с. 77
48. ↑  Monumenta Germaniae Historica, Diplomata Heinrichs IV (1077 – 1106), doc. 427, pag 572 e 573
49. ↑  Monumenta Germaniae Historica, Scriptores (in Folio) (SS), tomus V, Necrologium Scafhusenses, Bernoldi Chronicon Introduction, pag 393
50. ↑  Regesta comitum Sabaudiae, doc. CCXIX, pag 77
51. ↑  Cognasso F. Adelaide //  www.treccani.it.   Dizionario Biografico degli Italiani — Volume I (1960). Посетен на 2019-12-03. (на италиански)
52. ↑  Hellmann S. Die Grafen von Savoyen und das Reich: bis zum Ende der staufischen Periode. — P. 13, 18—27.
53. ↑  Borelli An. Beata Adelaide di Suza //  www.santiebeati.it.   Enciclopedia dei santi e beati. Посетен на 2019-12-03. (на италиански)
54. 1 2  Borelli An. Beata Adelaide di Suza //  www.santiebeati.it.   Enciclopedia dei santi e beati. Посетен на 2019-12-03. (на италиански)
55. ↑  Ritrato di Adelaide di Suza moglie di Oddone //  www.artsandculture.google.com.   Google arts and culture. Посетен на 2019-12-03. (на италиански)
56. ↑  L’Adelaide regia principessa di Susa: dramma musicale //  www.loc.gov.   Library of Congress. Посетен на 2019-12-03. (на италиански)
57. 1 2 3  Adelaide de Montferrat, our-royal-titled-noble-and-commoner-ancestors.com. Посетен на 12 окт. 2021.
58. 1 2 3  The Babenbergs, genealogy.euweb.cz. Посетен на 12 окт. 2021.
59. ↑  Hermann //  Medlands.   Посетен на 12 окт. 2021.
60. ↑  Вж. E. Hlawitschka, 'Zur Abstammung Richwaras, der Gemahlin Herzog Bertholds I. von Zähringen,' Zeitschrift für die Geschichte des Oberrheins, 154 (2006), 1 – 20
61. ↑  Schwennicke, Europäische Stammtafeln, I.1, table 84
62. ↑  Eduard Hlawitschka: Zur Abstammung Richwaras, der Gemahlin Herzog Bertholds I. von Zähringen. In: Zeitschrift für die Geschichte des Oberrheins, Bd. 154 (2006), S. 1 – 20.
63. ↑  SAVOY, fmg.ac
64. ↑  Cawley I Comtes de Savoie et de Maurienne 1060 – 1417 – Oddon de Maurienne..
65. ↑  Marek The House of Savoy – Oddone..
66. ↑  Georg Heinrich Pertz (a cura di), Annales et chronica ævi Salici, in Monumenta Germaniæ Historica, volume V, Hannover, Impensis Bibliopolii Aulici Hahniani, 1844, p. 695. (архив от 1 ноември 2019 г.).
67. ↑  Georg Heinrich Pertz (a cura di), Annales et chronica ævi Salici, in Monumenta Germaniæ Historica, volume V, Hannover, Impensis Bibliopolii Aulici Hahniani, 1844, p. 319. (архив от 1 ноември 2019 г.).
68. ↑  Samuel Guichenon (a cura di), Histoire généalogique de la royale maison de Savoie, Lione, Guillaume Barbier, 1660, p. 207
69. ↑  Ludovico Vergano, Storia di Asti, parte I, Asti 1951. Ото III, проимперски настроен, поддръжник на антипапа Климент III, е считан от много историци за син на Аделхайд, но всъщност е неин върл враг и се бори с помощта на жителите на Асти, за да вземе териториите от диоцеза на Асти. При смъртта на Аделхайд епископът получава директно от Хайнрих IV титлата „Граф на Асти“.

|  | Тази страница частично или изцяло представлява превод на страницата Adelaide di Susa и страницата „Аделаида Сузская“ в Уикипедия на италиански и руски език. Оригиналните текстове, както и този превод, са защитени от Лиценза „Криейтив Комънс – Признание – Споделяне на споделеното“, а за творби, създадени преди юни 2009 година – от Лиценза за свободна документация на ГНУ. Прегледайте историята на редакциите на оригиналните страници тук и тук, за да видите списъка на техните съавтори. ВАЖНО: Този шаблон се отнася единствено до авторските права върху съдържанието на статията. Добавянето му не отменя изискването да се посочват конкретни източници на твърденията, които да бъдат благонадеждни. |